# Friedrich Wilhelm Andreä (Verleger)
Friedrich Wilhelm Andreä (* 1785 oder 1786; † 1. September 1844 in Erfurt) war ein deutscher Verleger in Erfurt.

## Leben und Werk
Friedrich Wilhelm Andreä war der einzige Sohn des Erfurter Verwaltungsbeamten Dietrich Wilhelm Andreae und dessen Ehefrau Christiane, geb. Brenner. Er war zunächst als Buchhalter in Karlsruhe tätig und setzte dort mit der Frau des 1812 verstorbenen Hofbuchhändlers und Hofbuchdruckers Carl Friedrich Macklot, Friederike Macklot, die Verlagsgeschäfte fort. Um 1822 wechselte er als Verlagsgehilfe nach Nürnberg. Ab 1829 war er als Autor und Verleger in Erfurt tätig. Mit einem selbst geschriebenen Buch versuchte er sich als Heraldiker. Er gab den ersten Band der Erfurter Adreßbücher 1833 heraus, was dann von Hennings und Hopf übernommen wurde. Die Fortsetzung gab es erst 1841. Er verlegte hauptsächlich Ratgeber, aber auch Wander- bzw. Reiseführer.
Friedrich Wilhelm Andreä war mit der aus Nürnberg stammenden Henriette, geborene Becker (1792–1871) verheiratet und hatte keine Kinder. Er starb am 1. September 1844 im Alter von 58 Jahren in Erfurt und fand seine letzte Ruhestätte auf dem Friedhof der dortigen Kaufmannskirche.

## Werke, die in seinem Verlag erschienen (Auswahl)
- Friedrich Wilhelm Andreä: Das Wissenwürdigste der Heraldik oder Wappenkunde, Erfurt 1840.
- Karl Gräbner: Die grossherzogliche Haupt- und Residenz-Stadt Weimar, nach ihrer Geschichte und ihren gegenwärtigen gesammten Verhältnissen dargestellt. Ein Handbuch für Einheimische und Fremde, Friedrich Wilhelm Andreä, Erfurt 1830. (digital ), 2. Aufl., Voigt, Weimar 1836.
- Wilhelm von Clemens-Milwitz: (Hrsg.):Der Thüringer Wald mit seinen nächsten Umgebungen. Nach seinen gegenwärtigen gesammten Verhältnissen geschildert. Ein Handbuch für Einheimische und Fremde, Erfurt 1830.
- Gottlob Gerlach (Hrsg.): Taschenbuch der Haus-Conditorei. Für Hausfrauen und deren Töchter, Wirthschafterinnen, Köchinnen und alle, die sich mit der Conditorei befassen wollen, In sechs Abteilungen, Erfurt 1841.
- Heinrich August Erhard: Erfurth mit seinen Umgebungen, nach seiner Geschichte und seinen gegenwärtigen gesammten Verhältnissen dargestellt. Ein Handbuch für Einheimische und Fremde. Friedrich Wilhelm Andreä, Erfurt 1829. (Digitalisat)